# 小行星51741
小行星51741（51741 Davidixon）是一颗绕太阳运转的小行星，为主小行星带小行星。该小行星于2001年5月24日发现。
該小行星以美國業餘天文學家大衛·狄克遜（David Dixon）命名。

## 轨道参数
小行星51741的轨道半长轴为2.8796829 UA，离心率为0.156。